# 1. Klasse Magdeburg-Anhalt 1940/41
De 1. Klasse Magdeburg-Anhalt 1940/41 was het achtste voetbalkampioenschap van de 1. Klasse Magdeburg-Anhalt, het tweede niveau onder de Gauliga Mitte en een van de drie reeksen die de tweede klasse vormden. Tot vorig jaar heette de competitie Bezirksklasse.
Dessauer SV 98 werd kampioen en nam deel aan de promotie-eindronde en kon deze daar afdwingen.

## Eindstand
| Plaats | Club                       | Wed. | Saldo | Ptn.  |
| ------ | -------------------------- | ---- | ----- | ----- |
| 1.     | Dessauer SV 98             | 14   | 54:20 | 19:9  |
| 2.     | FV Fortuna Magdeburg       | 14   | 56:33 | 19:7  |
| 3.     | SV 09 Staßfurt             | 14   | 56:36 | 18:10 |
| 4.     | SV Wacker Bernburg         | 14   | 34:36 | 15:11 |
| 5.     | SC 1910 Oschersleben       | 14   | 33:39 | 13:15 |
| 6.     | MSC Preußen 99             | 14   | 34:44 | 13:15 |
| 7.     | VfL Viktoria-Neustadt 1860 | 14   | 28:50 | 8:20  |
| 8.     | VfB Groß-Ottersleben       | 14   | 16:53 | 5:23  |

|  | Kampioen, deelname promotie-eindronde |

## Promotie-eindronde
De kampioenen van de 1. Kreisklasse namen het tegen elkaar op. De kampioen van Altmark, FC Viktoria 09 Stendal verzaakte aan deelname. Doordat de competitie werd uitgebreid promoveerden alle drie de clubs. 
| Plaats | Club                 | Wed. | Saldo | Ptn. |
| ------ | -------------------- | ---- | ----- | ---- |
| 1.     | SV 07 Bernburg       | 4    | 16:10 | 6:2  |
| 2.     | SpVgg 04 Thale       | 4    | 13:13 | 4:4  |
| 3.     | Burger FC 02 Preußen | 4    | 10:16 | 2:6  |

|  | Promotie naar 1. Klasse Magdeburg-Anhalt 1941/42 |